# Ananindeua
Ananindeua es un municipio brasileño del estado de Pará. Se localiza en la Gran Belém, siendo la segunda ciudad más poblada del estado. Está a una altitud de 01º21'56" sur y una longitud de 48º22'20" oeste.
Su población estimada en el año 2006 era de 498.095 habitantes, en una superficie de 191,42,9 km². 
Se encuentra a orillas del río Maguari donde se localizan 36 islas. El nombre de Ananindeua es de origen tupi guaraní, y se debe a la gran cantidad de árboles llamados Anani, con el que se produce la resina de cerol utilizada para lacrar las embarcaciones.
- Datos: Q485887
- Multimedia: Ananindeua / Q485887

1. ↑  Worldpostalcodes.org,código postal n.º 67000-000.